# 糖廠配天宮
糖廠配天宮，舊名副配天宮，是位於臺灣嘉義縣六腳鄉工廠村蒜頭糖廠的媽祖廟，其媽祖被稱為「會社媽」。

## 傳說
根據此廟石碑記載、六腳鄉工廠村黃江正對記者的口述，1911年在蒜頭糖廠的酒精工廠開工初期，員工頻頻發生意外，機械無端故障，村民惶惶不安。因地方先前就有黑狗精作祟的傳聞，糖廠員工認為是妖魔作祟。本來，日本廠方不允許廠內建廟拜神，後來雞犬不寧，才破例同意員工前往朴子配天宮祈求媽祖收妖，讓媽祖神像在糖廠坐鎮。不久，就有人在工廠內挖出一副狗遺骨，由員工將其下油鍋油炸後，工廠恢復平靜。
對此，廠方特別鑄造一座大耳香爐、一對大燭台敬獻朴子配天宮，並衍生諺語：「樸仔腳香爐，北港廟壁。」

## 沿革

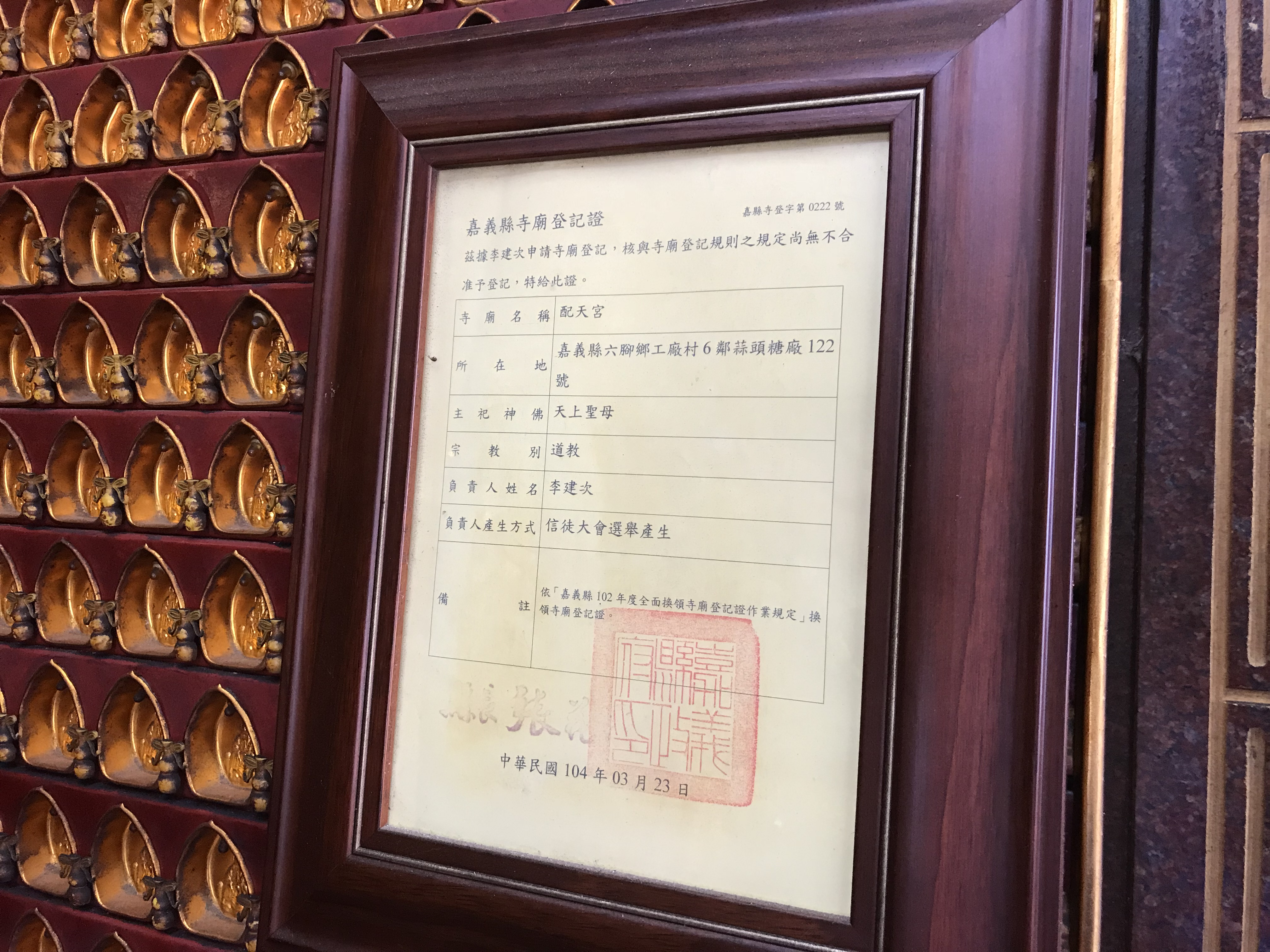
廟位在工廠村蒜頭糖廠122號。

眾人為感謝媽祖，在廠內搭建一座草廟恭奉。製造係長布施龍太郎認為不合觀瞻，遂令員工黃水盛改善，交給一名姓內村的日本人親自築造廟宇，建築採坐北朝南，位於糖廠公共浴室的北邊，取名「副配天宮」。
1921年建立。該廟是臺灣日治時期唯一設在糖廠的媽祖廟，供奉的媽祖即從朴子配天宮分靈而來，被稱為「會社媽」。1940年，皇民化運動，廠方以要增建宿舍為藉口，將廟宇拆毀，神像則由民家供奉。
1964年由信徒敬謝「副配天宮」廟匾，以後更名為「糖廠配天宮」。
整建時，台糖以此地屬於糖廠為由，要求付租金，但居民覺得因這座廟從日治時代就都不需付租金，認為莫名其妙，其後六腳鄉公所幫忙支付。
1998年，以擲茭方式選出糖廠農場課長李建次為主委。李建次奔走二年，終獲台糖總公司以租賃方式，讓此廟租下四百五十坪土地。2001年信徒們決定改建新廟，在同年10月8日早上9點舉行入火安座，把大媽、二媽、三媽、鎮殿媽和虎爺、太子爺神像移到臨時行宮。

## 祭祀
台灣日治時代，廠方僅可接受台灣人上香，沒有慶典、進香活動等大開銷，也無收丁口錢或樂捐。此外也無廟公管理，日常上香清掃是由每一戶台灣人家庭輪流，用一塊紅牌子作輪替的依據。
此廟祭祀提前於農曆三月初十，而不是媽祖誕辰，而八月初一還有拜埤溝的傳統。
同樣為臺糖員工所祭祀的媽祖廟還有彰化糖廠的糖聖宮、虎尾糖廠的虎尾福安宮。

## 藝術
2013年，絲偶師黃章憲將此地降妖的傳說編成五幕的懸絲偶劇，由工廠村平均七旬老婦組成的笑咪咪老奶奶懸絲偶劇團上演。工廠村社區發展協會、朴子溪觀光發展協會、和新港文教基金會，也請來駐村藝術家蔡佳吟、黃啟軒，將降妖故事以公共藝術意象模型呈現，成為糖廠特色之一。